# Katarinia teledapoides
Katarinia teledapoides là một loài bọ cánh cứng trong họ Cerambycidae.